# مايكل هانان
مايكل هانان (بالإنجليزية: Michael Hannan)‏ هو عازف بيانو وملحن أسترالي، ولد في 1949.

## وصلات خارجية
- الموقع الرسمي